# Bahnhof Aigle

Der Bahnhof Aigle ist der grösste Bahnhof in der Gemeinde Aigle im Schweizer Kanton Waadt.

## Geschichte

Gebirgsbataillon 8 zwischen 1914 und 1918 aufgestellt im Bahnhof Aigle für die Verschiebung mit dem bereitgestellten Zug

Truppen des 5. Gebirgsinfanterieregiments beim Beladen der Trainpferde im Bahnhof Aigle während der Aktivzeit des Ersten Weltkriegs

Aufnahmegebäude im Jahr 1966

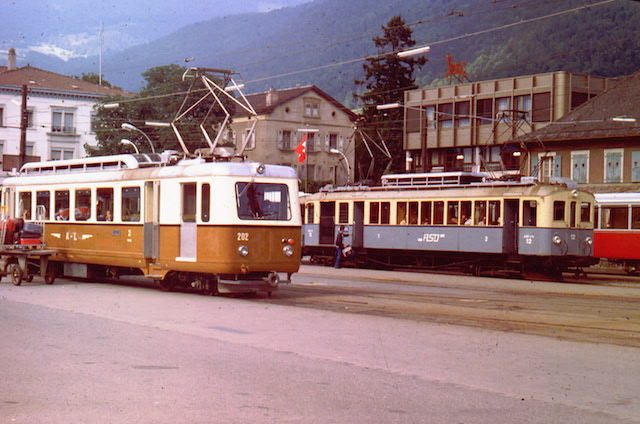
Züge nach Leysin (links) und Le Sépey–Les Diablerets 1979 auf dem Bahnhofvorplatz

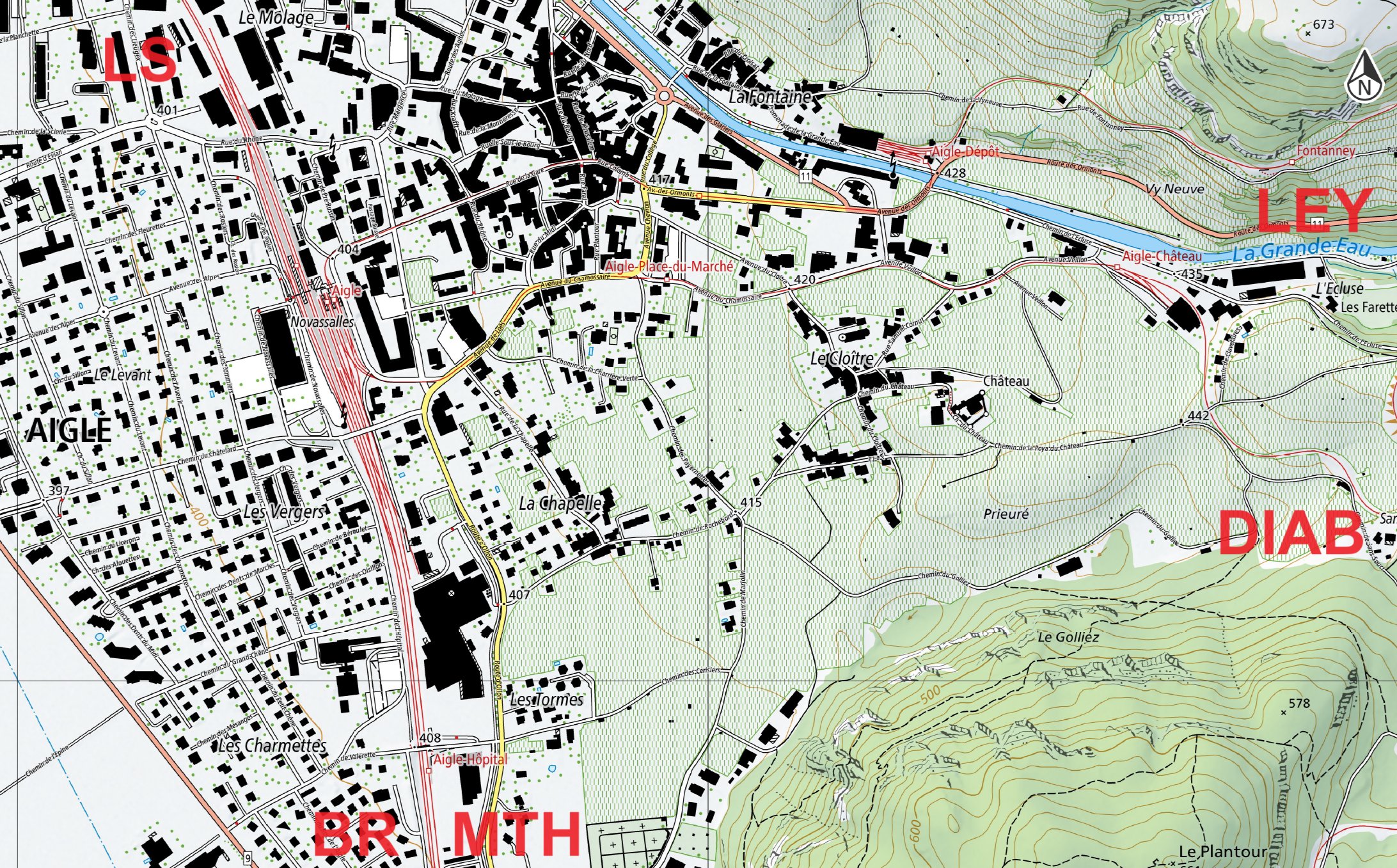
Kartenausschnitt
LS: SBB nach Lausanne LEY: TPC nach Leysin
DIAB: TPC nach Les Diablerets
BR: SBB nach Brig MTH: TPC nach Monthey

Der Bahnhof Aigle wurde am 10. Juni 1857 von der Compagnie de l’Ouest Suisse zusammen mit dem Abschnitt Villeneuve–Bex der normalspurigen Strecke Lausanne–Les Paluds eröffnet. Sie ist heute ein Teil der heutigen Simplonstrecke der Schweizerischen Bundesbahnen (SBB).
Von Aigle aus wurden die Meterspur-Strecken nach Leysin 1900, nach Monthey (AOMC) 1907 und nach Sépey–Diablerets (ASD) 1913 eröffnet, die alle seit Inbetriebnahme elektrisch verkehren und heute von den Transports Publics du Chablais (TPC) betrieben werden.
Mit der Verstaatlichung der Jura-Simplon-Bahn kam der Bahnhof 1903 in den Besitz der SBB. Am 14. Mai 1924 nahmen die Bundesbahnen den elektrischen Betrieb zwischen Lausanne und St-Maurice auf. Seither ist auch der SBB-Teil des Bahnhofs mit Fahrleitungen versehen.

## Gleisanlage
Der Bahnhof Aigle verfügt über zwei Spurweiten: Normalspur für die Simplonlinie der Bundesbahnen und Meterspur für die AL-Linien (Zahnstange ab dem Depot), ASD und AOMC des Transports Publics du Chablais (TPC). Keine dieser drei Linien hat ihr Depot am Bahnhof Aigle. Die der AL und der ASD befinden sich östlich von Aigle vor Beginn des Aufstiegs ihrer jeweiligen Linien, das der AOMC in En Châlex zwischen Aigle und Ollon. Vor 2006 und dem Bau eines neuen Gleisabschnitts zwischen dem Bahnhof Aigle und dem AOMC-Depot En Châlex begannen alle TPC-Linien mit einem Strassenbahnabschitt.

## Architektur
Das Bahnhofsgebäude von Aigle wurde als Schweizer Kulturgut von regionaler Bedeutung eingetragen. Es wurde vom selben Architekten entworfen wie die Bahnhöfe Bex und Villeneuve.

## Betrieb

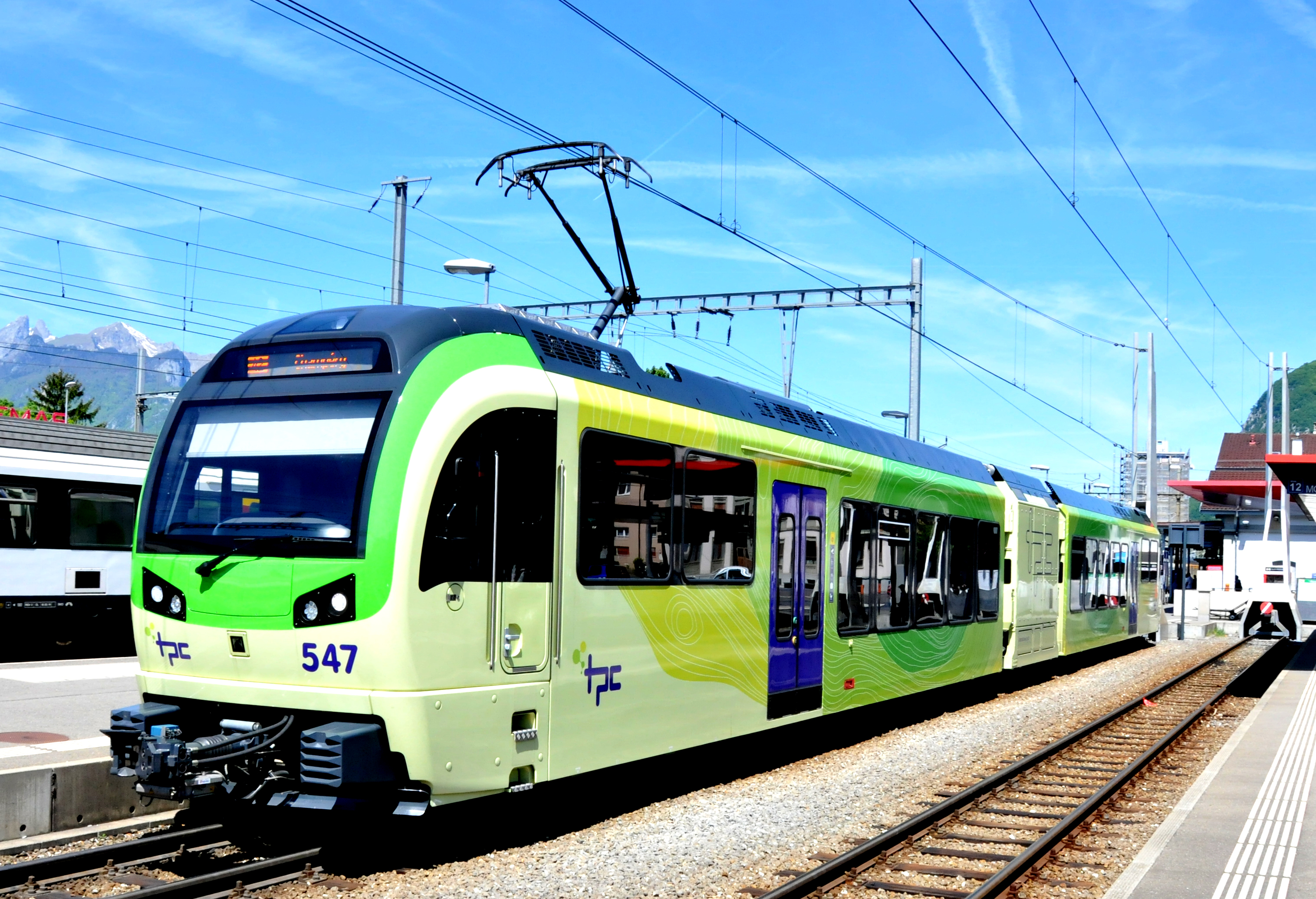
Zug der TPC bereit zur Abfahrt nach Monthey–Champéry (2017)

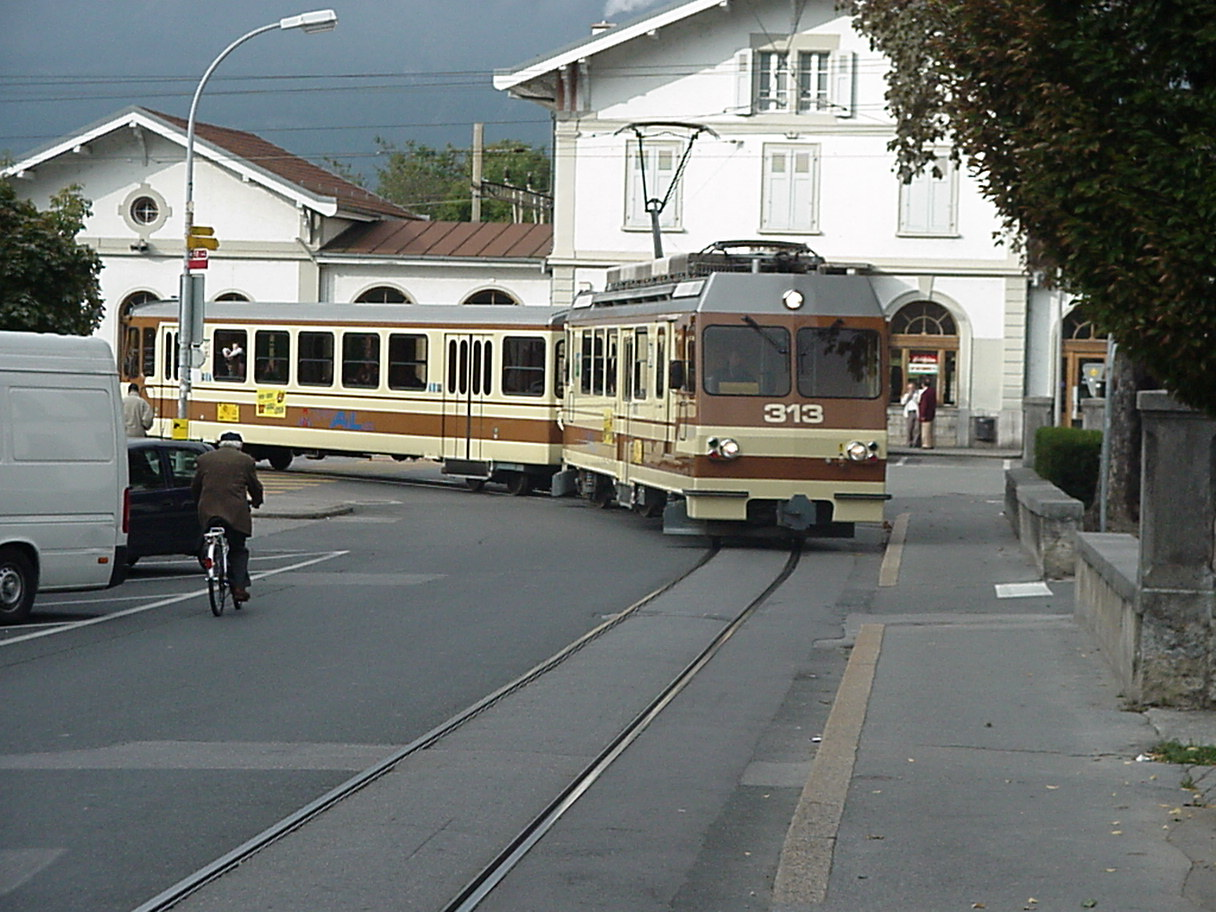
Zahnradbahn nach Leysin vor dem Bahnhof Aigle (2007)

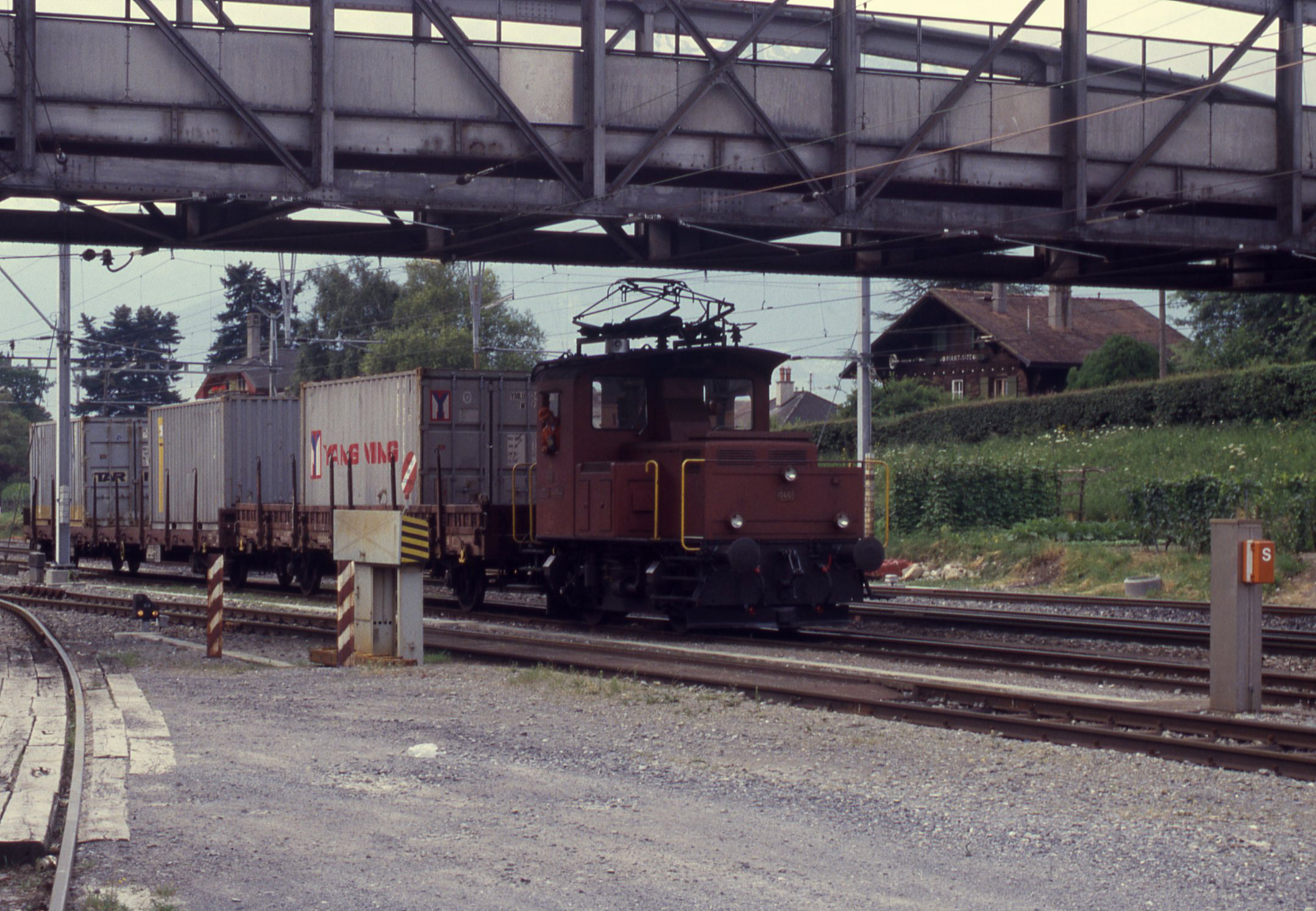
Rangierdienst 1999 im Normalspurteil des Bahnhofs mit einem Schienentraktor Te III

Der Bahnhof Aigle wird von den folgenden Zügen des Personenverkehrs bedient:

### Fernverkehr
- 90 Genève-Aéroport – Lausanne – Brig
- 95 Genève-Aéroport – Lausanne – Brig

### S-Bahn- und Regional-Verkehr
- RE Annemasse/Genève-Aéroport – Genève – Lausanne –  Vevey (– Saint-Maurice)  (RegioExpress)
- R 3 Vallorbe – Cossonay – Renens – Lausanne – Vevey – Montreux – Villeneuve – Aigle – Bex (– St-Maurice)  (Halt an allen Stationen)
- R 4 (Vallorbe)/Le Brassus – Le Day (Flügelung)– Cossonay – Renens – Lausanne – Vevey – Montreux – Villeneuve – Aigle – Bex (– St-Maurice)  (Vallorbe – Le Day nur Mo–Fr)
- R70 Aigle – Leysin (TPC)
- R71 Aigle – Le Sépey – Les Diablerets (TPC)
- R72 Aigle – Ollon – Monthey – Champéry (TPC)

### Busverkehr
Der Bahnhof wird von regionalen und kommunalen Buslinien angefahren, von denen die grosse Mehrheit von den Transports Publics du Chablais (TPC) betrieben wird.
- 101  Aigle, place du Marché – Aigle, Grand Pré
- 102 Yvorne – Aigle Illarsaz – Muraz – Monthey
- 103 Monthey – Corbier – Aigle – Yvorne
- 106 Muraz (Collombey) – Collombey – Muraz
- 111 Aigle – Villeneuve VD
- 112 Aigle – Yvorne – Versvey
- 115 Antagnes – Ollon – St-Triphon – Aigle
- 116 Aigle – ZI Aigle – St-Triphon – Ollon
- 119 Bex – Antagnes – Ollon – Aigle
- 121 Aigle – Vionnaz – Vouvry – Villeneuve VD (Postauto)
- 142 Aigle – Vionnaz – Torgon (Postauto)
- 143 Aigle – Corbeyrier – (Luan)
- 144 Aigle – Ollon – Villars-sur-Ollon
- 145 Aigle – Ollon – Plambuit – Villars-sur-Ollon – La Barboleuse – Alpe des Chaux